# NO LIVE,NO LIFE.
『NO LIVE,NO LIFE.』（ノー・ライブ・ノー・ライフ）はREAL REACHのアルバム。

## 概要
半年ぶりにリリースしたフルアルバムはタワーレコード限定発売であり、トラック6以降はライブバージョンとして収録されている。「VIBRATION」はプロモーションビデオが制作されている。この曲は2012年2月8日発売の「ウタヒメ 彼女たちのスモーク・オン・ザ・ウォーター Original Sound Track」にも収録されている。

## 収録曲
1. VIBERATION
作詞：政雄・ys　作曲：Yousuke・ys
2. 君への詩
作詞・作曲:Yousuke・ys
3. PANDORA
作詞：ys　作曲：Yousuke
4. FUCKIN' Xmas respect NEW ROTE'KA & GELUGUGU
作詞・作曲：ニューロティカ
5. HERO
作詞:ys　作曲:Yousuke・ys
6. NEVER ENDING STORY
作詞・作曲：REAL REACH
7. By myself
作詞：政雄・ys　作曲：Yousuke
8. music
作詞：ys　作曲：Yousuke
9. Survive
作詞：政雄　作曲：Yousuke
10. WINNING ROAD
作詞・作曲:REAL REACH